# マナスル

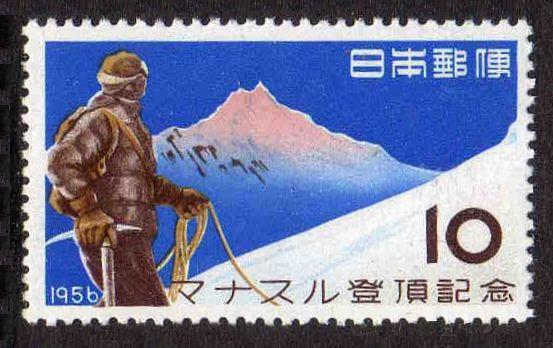
マナスル登頂記念切手

マナスル（Manaslu, ネパール語: मनास्लु）は、ネパールの山。ヒマラヤ山脈に属し、標高8163 mは世界8位である。
山名はサンスクリット語で「精霊の山」を意味するManasaから付けられている。
初登頂は1956年5月9日に、今西壽雄とギャルツェン・ノルブら日本隊によって達成されている。堀田弘司は『山への挑戦』で「この成功は戦後の日本登山界に画期的な影響があり、空前絶後の登山ブームを巻き起こすなど社会現象になった」と著している。登山隊が使用したビブラムソールや、ナイロン製クライミングロープなどの、新鋭機材は急速に普及した。

## 登頂の歴史
- 1950年 - ビル・ティルマンが偵察を行い、最も容易なルートは北東からのルートだと考えた。
- 1952年 - 日本隊が標高5275 m地点に到達。
- 1953年 - 日本山岳会隊（三田幸夫隊長）が標高7750 m地点に到達。
- 1954年 - 日本山岳会隊（堀田弥一隊長）が遠征するも、宗教上の理由から登山活動に反対する現地民の妨害により断念。ガネシュヒマールに目標変更を余儀なくされる。
- 1956年5月9日 - 槇有恒ら12人の日本山岳会隊の今西壽雄、ギャルツェン・ノルブが初登頂に成功。
  - 5月11日 - 加藤喜一郎、日下田實が頂上に立った。
  - 9月 - 毎日新聞写真部員の依田孝喜隊員が撮影した記録映画「マナスルに立つ」が公開[5]。依田は1957年、第5回菊池寛賞を受賞。
  - 11月3日 - 日本山岳会隊の登頂を記念した記念切手が郵政省から発行された。
- 1971年5月17日 - 小原和晴ら11人の日本隊が北西側から登頂。
  - キム・ホスプ（김호섭）が韓国隊を率いて北東側から挑戦するが、ホスプの弟キム・キスプ（김기섭）が転落死したため断念。
- 1972年 - ウォルフガング・ナイルツ率いるオーストリア隊が南西からの初登頂に成功、隊員のラインホルト・メスナーが頂上に立つ。無酸素初登頂。
  - 4月10日 - 北東側から挑戦していたキム・ジョンソプ（김정섭）、キム・ホスプ兄弟らの韓国隊が雪崩に襲われ、10人のシェルパを含む16人の死者を出した。この中には、カメラマンとして参加していた鵬翔山岳会の安久一成も含まれている。
- 1973年 - ゲルハルト・シュマッツ率いるドイツ隊が登頂に成功。
- 1974年5月4日 - 中世古直子らの日本の女性隊が登頂に成功。初の女性による8000メートル峰の登頂となったが、翌5日に一人が行方不明となる。
- 1975年 - ヘラルド・ガルシア、ジェロニモ・ロペスらスペイン隊が登頂に成功。
- 1976年10月12日 - 日本山岳協会・イラン山岳連盟遠征隊（総隊長ハクビッツ、隊長渡辺公平、登攀隊長田村宣紀）影山淳、ジャファール・アサディ、ポストモンスン初登頂。
- 1980年4月28日 - リ・インジュン率いる韓国の東国大学校隊が登頂に成功。
- 1981年5月19日 - オーストリアの旅行社が企画した国際公募隊による遠征が行われ、ペーター・ヴェルゲッターとゼップ・ミリンガーが山頂からスキー滑降
- 1981年10月 - 加藤保男隊長、尾崎隆らがシェルパなし無酸素登頂。
- 1984年1月11日 - ポーランド隊のマチェイ・ベルベカとリシャルド・ガエフスキが冬季初登頂。
- 1985年12月14日 - 山田昇、斉藤安平が無酸素アルパインスタイルで登頂。
- 1986年 - イェジ・ククチカ、アルトゥール・ハイゼルが北東壁新ルートをアルパインスタイルで初登頂。
- 1991年 - ハンス・カマランダー擁するイタリア・ドイツ合同隊が登頂を目指すが、滑落や落雷の直撃で二人が遭難死。
- 2006年11月5日 - 片山右京が登頂[6]。この年に登頂した日本人は10名[7]。
- 2012年9月23日 - 標高7400 m付近の巨大なセラック（氷塔）が崩壊し、大規模な雪崩が発生。午前5時頃にキャンプ3（標高6800 m）の25張、キャンプ2（標高6360 m）の12張を雪崩が直撃した。11人の死亡者および行方不明者を出す大惨事となった[8]。
- 2013年10月2日 - タレントのイモトアヤコと日本テレビ撮影隊が登頂[9]。この年は9月25日と10月2日が登頂可能日で、日本人は、9月25日に9名、10月2日に19名登頂している[10]。

## 登山

### 公募登山
2000年代後半以降、中国側から登るチョ・オユーやシシャパンマの入山許可が安定しないことを嫌った公募隊がマナスルに流れ、登山者が急増し、そのため登頂難易度が下がった。エベレストの前哨戦として登られることも多い。ただしマナスルはエベレストに比べると雪崩の危険が高い山である。マナスルは秋に有力な公募隊が集まり、ほとんどの人は秋に登頂する。公募登山（ツアー）は複数の団体が提供していて、日程は5～6週間程度、金額は数百万円程度。日本人がガイドするものもある。2022年の登頂者数は273名（全員秋の登頂）、死者は1名。

### 紛らわしい偽ピーク
山頂の手前には紛らわしい偽ピークが存在することが、1956年に登頂した日本山岳会の登山隊により報告されている。1974年に登頂した日本の女性隊の内田昌子は、この話を覚えており、偽ピークで登頂を主張するシェルパを押しのけて本来の山頂へ向かっている。

## 関連文献
- 今西錦司『ヒマラヤを語る』 白水社、1954年、全国書誌番号:55001117
- 日本山岳会 編『マナスル 1952-3』 毎日新聞社、1954年、全国書誌番号:54002302
- 依田孝喜 編『マナスル写真集 : 1952-56』  毎日新聞社、1956年、全国書誌番号:56005044
- 槇有恒 編『マナスル登頂記』 毎日新聞社、1956年、全国書誌番号:56011914
- 深田久弥『ヒマラヤ登攀史 : 八千メートルの山々』 岩波書店〈岩波新書〉、1957年、全国書誌番号:57007944
- 日本山岳会 編『マナスル 1954-6』 毎日新聞社、1958年、全国書誌番号:58008117
- 深田久弥『ヒマラヤ登攀史 第二版』 岩波書店〈岩波新書〉、1969年、全国書誌番号:73007554
- 日本・イラン合同マナスル遠征実行委員会 編『友情はマナスルを越えて』 信濃毎日新聞社、1977年、全国書誌番号:77013647